# Крум Стоянов (актьор)
Вижте пояснителната страница за други личности с името Крум Стоянов.
Крум Стоянов (на македонска литературна норма: Крум Стоjанов) е актьор от Социалистическа република Македония.

## Биография
Роден е на 6 март 1917 г. в град Скопие, тогава анексиран от Царство България по време на Първата световна война. Между 1939 и 1941 година посещава студиото на театъра по изкуствата в Белград. По време на българското управление във Вардарска Македония е актьор в Народния театър в Скопие (1942-1944). Стоянов е сред основателите на Македонския народен театър, а и на неговия клон в Благоевград по време на културната автономия на Пиринска Македония. В два периода играе в драматичния отдел на македонския театър (1945-1952 и 1961-1964). От 1964 играе на сцената на Драматичния театър в Скопие. В периода 1952-1961 г. играе в трупата на Драматичния театър в Белград. Умира на 4 декември 1996 година в Скопие.